# 明代建筑

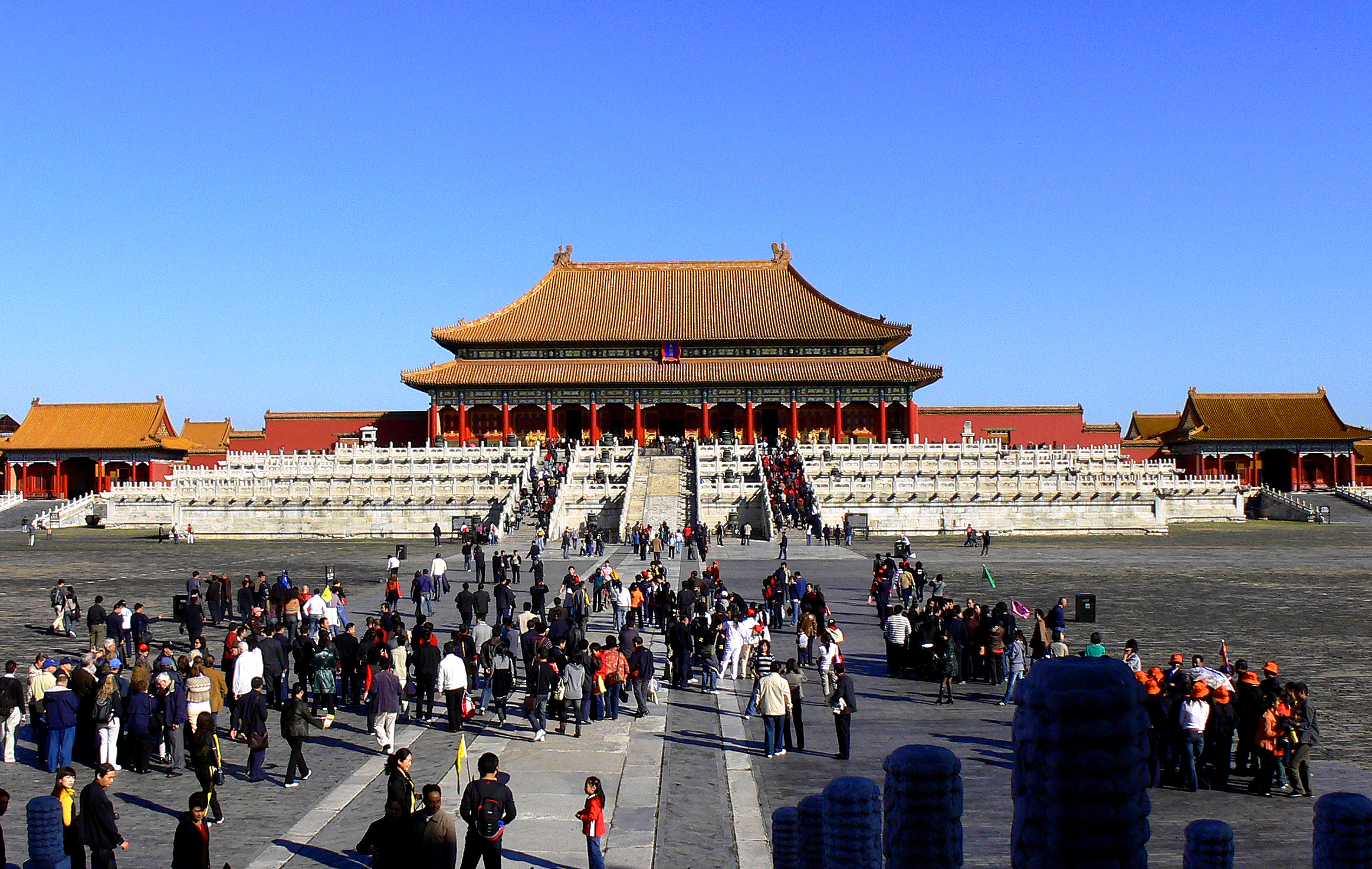
太和殿

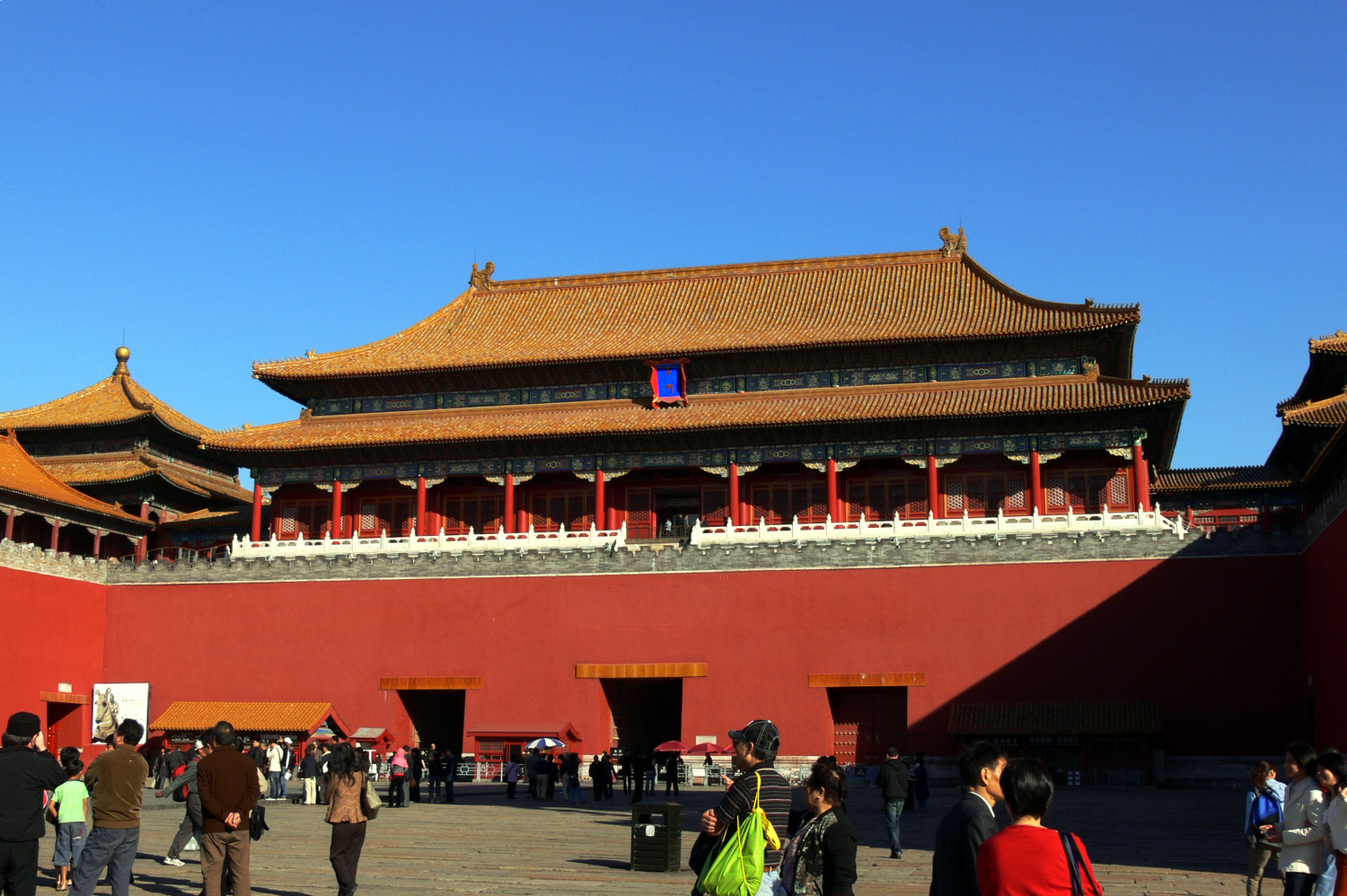
午门

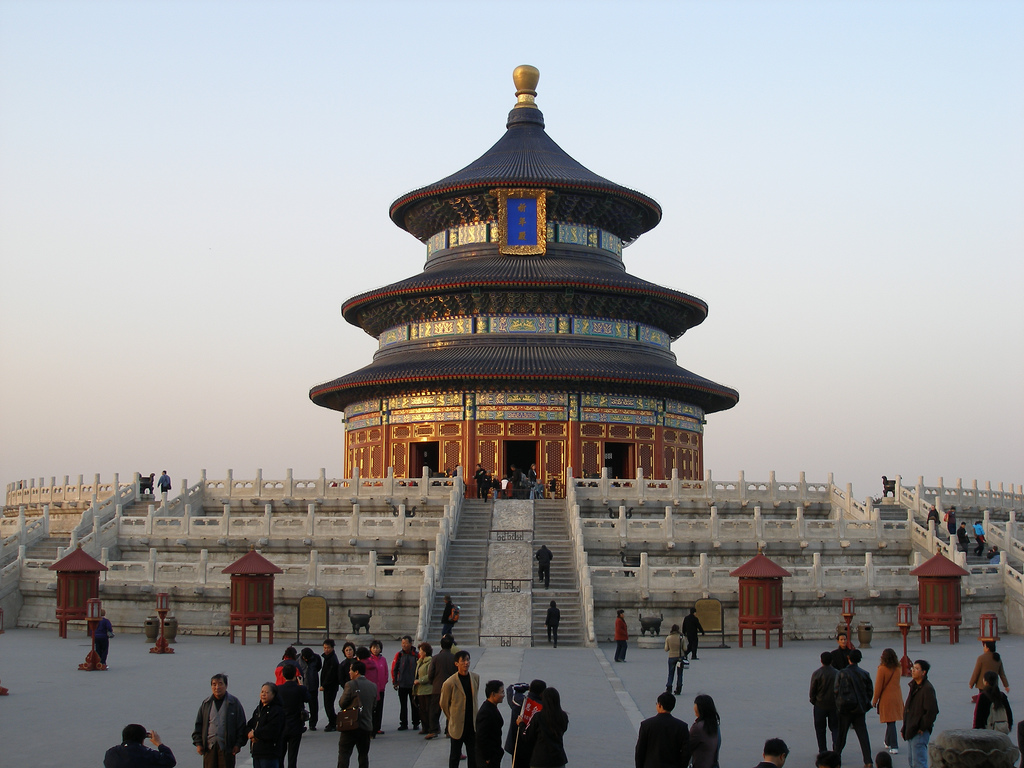
祈年殿

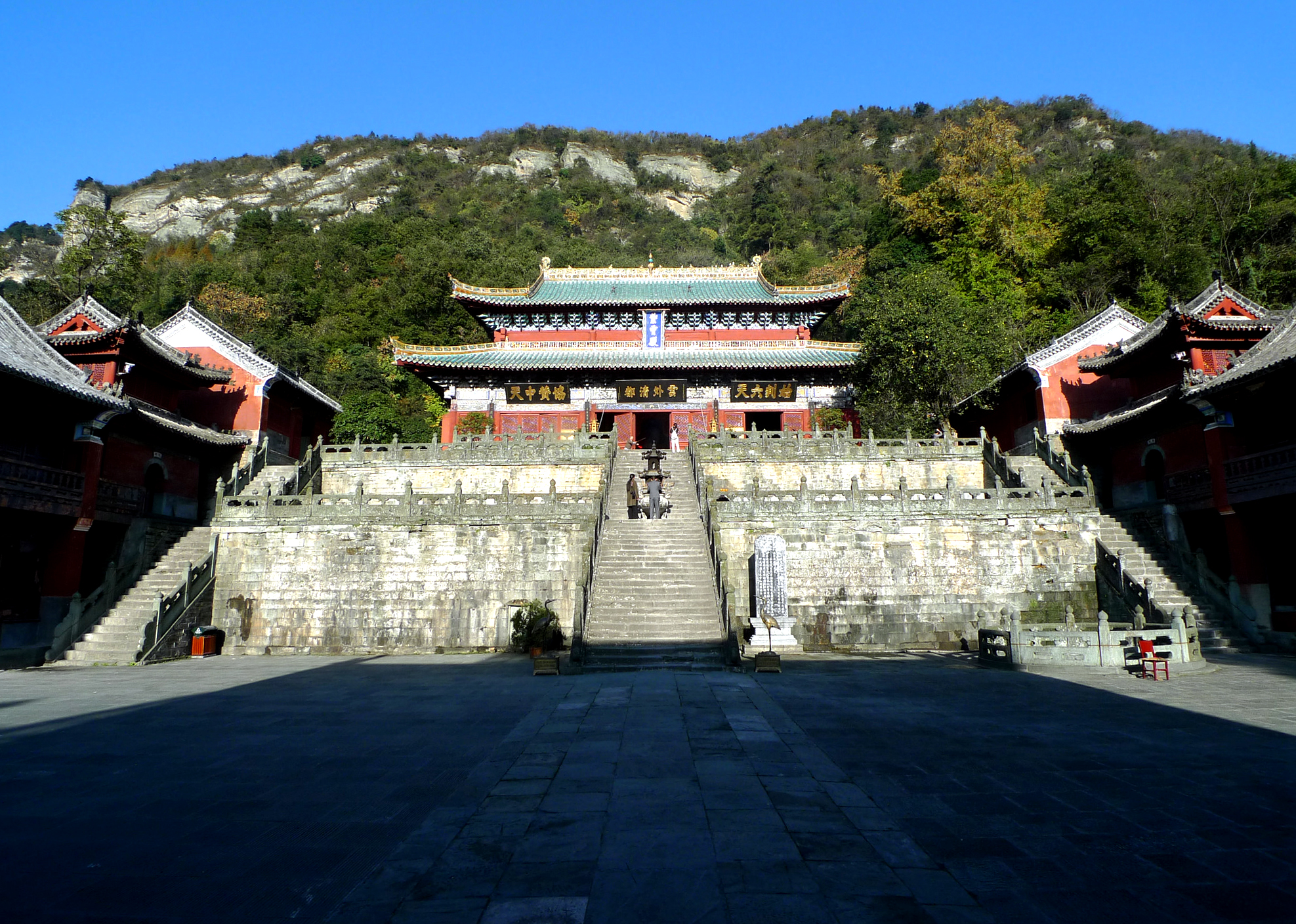
武当山紫霄宮

明代建筑上承宋代营造法式的传统，下启清代官修的工程作法。明初的建筑风格，与宋代、元代相近，古朴雄浑；明代中期的建筑风格严谨；而晚明的建筑风格趋向繁琐。中国近代建筑地域性特称明显：明初辽宁省的玄贞观仍存宋风，而山西省的金代建筑應縣淨土寺已经呈现部分元代风格。

## 现存著名明代建筑
- 万里长城（明长城）

北京市
- 紫禁城太和殿，中和殿，保和殿，钦安殿，养心殿，钟粹宫，储秀宫，太极殿，神武门城楼，午门正殿，东华门城楼，西华门城楼，角楼，御花园浮碧亭，橙瑞亭
- 景山千秋亭
- 北京皇城社稷坛享殿
- 太庙正殿、二殿、三殿，侧边门，东神库，西神厨，宰牲亭
- 天坛祈年殿，皇穹宇正殿、正配殿，神乐署正殿，皇乾殿
- 先农坛
- 智化寺万佛阁，智化殿，智化门，藏殿
- 法海寺大殿
- 大慧寺大殿
- 宝禅寺大殿
- 历代帝王庙：正殿，庙门，景德门
- 昌平县明十三陵：长陵大红门，陵门，碑亭，祾恩殿
- 护国寺
- 真觉寺金刚宝座塔
- 慈寿寺塔

江蘇省
- 南京城墙、中华门城堡
- 南京市秦淮区七桥瓮
- 南京市溧水区蒲塘桥
- 南京市瞻园
- 苏州文庙大成殿

陝西省
- 西安市钟楼、鼓楼、东城楼和北箭楼等
- 咸阳市三原县城隍庙

山西省
- 大同市大同城墙、大同钟楼
- 临汾市洪洞县广胜寺飞虹塔
- 忻州市五台山塔院寺塔
- 太原市永祚寺大雄宝殿

四川省
- 遂宁市蓬溪县鹫峰寺大雄宝殿
- 绵阳市梓潼县七曲山大庙天尊殿
- 南充市广恩桥

其他地區
- 山东曲阜孔庙、孔府
- 湖北武当山紫霄宫大殿，南岩宫，太子坡，金殿，玉虚宫